# Baata
Baata (em árabe: بعطة) é uma comuna localizada na província de Médéa, Argélia. De acordo com o censo de 2008, a população total da cidade era de 856 habitantes.